# Parówki (Pueblo)
Parówki [pronunciación en polaco: /paˈrufki/] es un pueblo en el distrito administrativo de Gmina Strzegowo, dentro del Distrito de Mława, Voivodato de Mazovia, en el centro-este de Polonia. Se encuentra aproximadamente 10 kilómetros al norte de Strzegowo, 17 kilómetros al sudoeste de Mława, y 99 kilómetros al noroeste de Varsovia.